# Русско (Новгородская область)

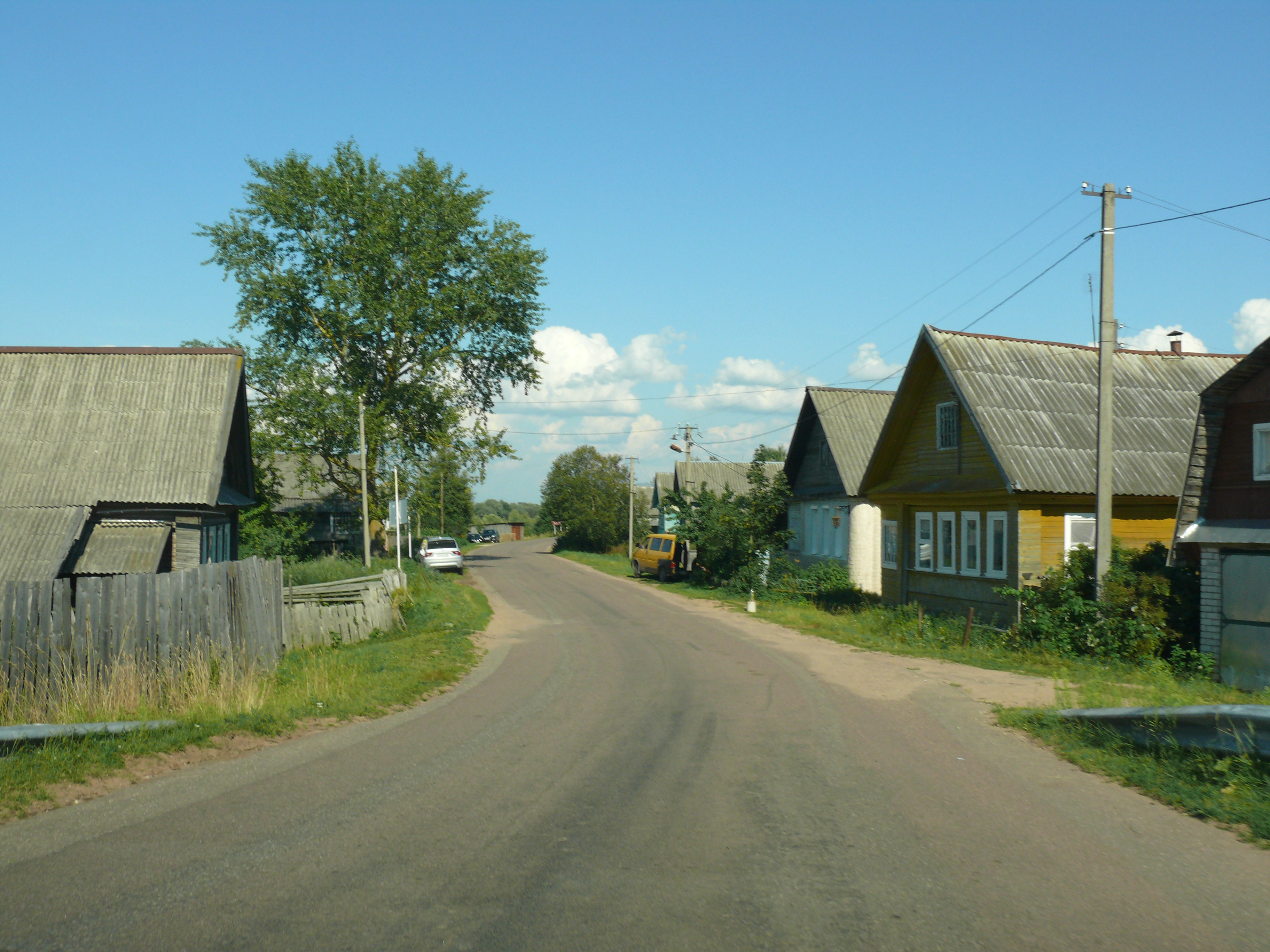
Деревенская улица

Ру́сско — деревня в Новгородском районе Новгородской области. Входит в состав Бронницкого сельского поселения. Численность постоянного населения на 1 января 2011 года — 187 человек. В местном обиходе жителей деревни называют: мужчин - Ру́ссак, женщин - Ру́сска.
Находится на берегу реки Мста в 18 км по прямой и в 30 км по автодороге на восток от областного центра. Через деревню протекает небольшая речка Гриб, левый приток Мсты. Ближайшие населённые пункты — село Бронница, деревни Холынья, Большое Лучно, Малое Лучно.

## История
Точная дата возникновения деревни неизвестна. Первое появление названия Русское относится к 1629 году. Запись в писцовой книге сообщает, что деревня была полностью разорена во время шведской интервенции 1610—1617 гг. Тогда в ней насчитывалось только девять нежилых дворов. Пашни бывшей деревни частично поросли лесом, а частично использовались крестьянами из соседних деревень. Однако деревня возродилась и уже в писцовой книге 1685—1686 гг. сообщается о рыбных ловлях у деревень Холынья и Руской.
В 1854 году в деревне насчитывалось 22 дома, а согласно данным 1914 года уже 60.
Деревня Русско, Холынья и Малое Лучно являются родиной особого метода соления огурцов.
Летом урожай пакуется в деревянные бочки, по специальным рецептам приправляется травами и герметично закатывается. Бочки хранятся всю зиму подо льдом и достаются лишь весной. Вода охраняет засолку от отрицательных температур. За зиму огурцы не только не гниют, но напротив, приобретают особые вкусовые качества. Они известны под названием Холынские. Рецепт был разработан около 500 лет назад. До революции 1917 года в указанные деревни ходил небольшой пароход «Лев Толстой», закупавший Холынские огурцы для Санкт-Петербурга. Они пользовались немалым спросом и считались деликатесом.
Рецепт активно используется до сих пор, однако объёмы засолки по сравнению с советским периодом значительно сократились.